# 羅茲科什夫卡 (捷普利克區)
48°42′52″N 29°46′25″E / 48.71444°N 29.77361°E
羅茲科什夫卡（烏克蘭語：Розкошівка），是烏克蘭的村落，位於該國西南部文尼察州，由海辛區負責管轄，面積0.22平方公里，海拔高度254米，2001年人口653，人口密度每平方公里2,915.18人。